# Kolarstwo na Letnich Igrzyskach Olimpijskich 1908 – wyścig tandemów mężczyzn
Wyścig tandemów mężczyzn był jedną z konkurencji kolarskich na Letnich Igrzyskach Olimpijskich 1908 w Londynie odbyła się w dniach 13-15 lipca 1908. Uczestniczyło 34 zawodników z 7 krajów.
Limit czasu wynosił 4 minuty.

## Wyniki

### Runda 1
Do półfinału awansowali zwycięzcy każdego biegu i najszybsza ekipa z drugiego miejsca.
| Bieg 1  | Bieg 1                        | Bieg 1               | Bieg 1       |
| Miejsce | Zawodnicy                     | Państwo              | Czas         |
| ------- | ----------------------------- | -------------------- | ------------ |
| 1       | Charles Brooks William Isaacs | Wielka Brytania      | 3:09,4       |
| 2       | Alwin Boldt Hermann Martens   | Cesarstwo Niemieckie | + 5 długości |

| Bieg 2  | Bieg 2                          | Bieg 2          | Bieg 2       |
| Miejsce | Zawodnicy                       | Państwo         | Czas         |
| ------- | ------------------------------- | --------------- | ------------ |
| 1       | Frederick Hamlin Thomas Johnson | Wielka Brytania | 3:14,8       |
| 2       | Marc Texier Paul Texier         | Francja         | + 4 długości |

| Bieg 3  | Bieg 3                          | Bieg 3               | Bieg 3                        |
| Miejsce | Zawodnicy                       | Państwo              | Czas                          |
| ------- | ------------------------------- | -------------------- | ----------------------------- |
| 1       | Max Götze Otto Götze            | Cesarstwo Niemieckie | 2:55,6                        |
| 2       | Charles Avrillon Joseph Guyader | Francja              | gołe koła                     |
| 3       | Cecil McKaig Edward Piercy      | Wielka Brytania      | + 2 długości do drugiej ekipy |

| Bieg 4  | Bieg 4                           | Bieg 4          | Bieg 4         |
| Miejsce | Zawodnicy                        | Państwo         | Czas           |
| ------- | -------------------------------- | --------------- | -------------- |
| 1       | Léon Coeckelberg Jules Patou     | Belgia          | 2:25,0         |
| 2       | John Barnard Arthur Rushen       | Wielka Brytania | + 1,5 długości |
| 3       | Andrew Hansson Gustaf Westerberg | Szwecja         | odparci        |

| Bieg 5  | Bieg 5                         | Bieg 5              | Bieg 5      |
| Miejsce | Zawodnicy                      | Państwo             | Czas        |
| ------- | ------------------------------ | ------------------- | ----------- |
| 1       | André Auffray Maurice Schilles | Francja             | 3:11,4      |
| 2       | Philip Freylinck Floris Venter | Kolonia Przylądkowa | + 1 długość |

| Bieg 6  | Bieg 6                        | Bieg 6          | Bieg 6       |
| Miejsce | Zawodnicy                     | Państwo         | Czas         |
| ------- | ----------------------------- | --------------- | ------------ |
| 1       | François Bonnet Octave Lapize | Francja         | 3:06,8       |
| 2       | Robert Jolly John Norman      | Wielka Brytania | + 6 długości |

| Bieg 7  | Bieg 7                            | Bieg 7          | Bieg 7       |
| Miejsce | Zawodnicy                         | Państwo         | Czas         |
| ------- | --------------------------------- | --------------- | ------------ |
| 1       | John Matthews Leon Meredith       | Wielka Brytania | 2:43,2       |
| 2       | Gaston Dreyfus André Poulain      | Francja         | + 2 długości |
| 3       | Frederick McCarthy William Morton | Kanada          | odparci      |

### Półfinały
Do finału awansowali zwycięzcy każdego biegu i najszybsza ekipa z drugiego miejsca.
| Półfinał 1 | Półfinał 1                      | Półfinał 1           | Półfinał 1   |
| Miejsce    | Zawodnicy                       | Państwo              | Czas         |
| ---------- | ------------------------------- | -------------------- | ------------ |
| 1          | Frederick Hamlin Thomas Johnson | Wielka Brytania      | 2:42,2       |
| 2          | Charles Brooks William Isaacs   | Wielka Brytania      | + 6 długości |
| 3          | Max Götze Otto Götze            | Cesarstwo Niemieckie | b.d          |
| 4          | Léon Coeckelberg Jules Patou    | Belgia               | b.d          |

| Półfinał 2 | Półfinał 2                     | Półfinał 2      | Półfinał 2 |
| Miejsce    | Zawodnicy                      | Państwo         | Czas       |
| ---------- | ------------------------------ | --------------- | ---------- |
| 1          | André Auffray Maurice Schilles | Francja         | 2:46,2     |
| 2          | John Matthews Leon Meredith    | Wielka Brytania | +1 długość |
| 3          | John Barnard Arthur Rushen     | Wielka Brytania | b.d        |
| 4          | François Bonnet Octave Lapize  | Francja         | b.d        |

### Finał
| Final   | Final                           | Final           | Final  |
| Miejsce | Zawodnicy                       | Państwo         | Czas   |
| ------- | ------------------------------- | --------------- | ------ |
| 1       | André Auffray Maurice Schilles  | Francja         | 3:07,6 |
| 2       | Frederick Hamlin Thomas Johnson | Wielka Brytania | b.d    |
| 3       | Charles Brooks William Isaacs   | Wielka Brytania | b.d    |